# David Thomson
David Thomson, terceiro Barão Thomson of Fleet, (Toronto, 12 de junho de 1957) é um empresário canadense.
É o presidente da Thomson Corporation desde 2002 e da Thomson Reuters desde 2008. Foi, com sua família, o décimo homem mais rico do mundo segundo a Revista Forbes, tendo uma fortuna estimada em 22 bilhões de dólares americanos. 
A 20 de Junho de 2007 foi formalmente anunciado o seu noivado com a actriz Kelly Rowan.
Em 2012 a Revista Forbes classificou Thomson como a 35° pessoa mais rica do mundo, com 17,5 bilhões de dólares.